# Cinclosoma pitblau
El cinclosoma pitblau (Cinclosoma castanotum) és un ocell de la família dels cinclosomàtids (Cinclosomatidae).

## Hàbitat i distribució
Boscos d'eucaliptus, mallee i matolls d'Austràlia sud-oriental.

## Taxonomia
Tradicionalment considerada coespecífica amb Cinclosoma clarum, són considerades espècies diferents arran els treballs de Dolman i Joseph, 2015